# 従事
従事（じゅうじ：または従事掾あるいは従事員）は、漢代に始めて置かれた刺史に属する幕僚秘書である。
従事の語が初めて見えるのは『詩経』「小雅・十月之交」で、「黽勉從事，不敢告勞。（黽勉（びんべん）として事に従う、敢て労を告げず）」である。
漢の時、すでに別駕従事史・治中従事史があり、刺史に仕える属官であった。「自言受命移郡國，與刺史從事（自ら言う、命を受けて郡国を移り、刺史と与（とも）に事に従う）」
漢末に至ると、刺史の権限は重くなり、文学従事・勧学従事等も増設した。北魏の孝文帝は諸州従事を止め、参軍を置いた。開皇12年（592年）、従事を改め参軍とした。